# 풍고 김조순 묘역
풍고 김조순 묘역(楓皐 金祖淳 墓域)은 대한민국 경기도 이천시 부발읍 기좌리에 있는 묘역이다. 2005년 10월 17일 경기도의 기념물 제207호로 지정되었다.

## 같이 보기
- 김조순

## 참고 자료
- 풍고김조순묘역 - 국가유산청 국가유산포털